# Castillo Hermitage
El castillo de Hermitage es un castillo semiderruido situado en la región fronteriza de Escocia, cercana a la localidad de Newcastleton, en el condado de Roxburghshire. Está bajo el cuidado de Historic Scotland. El castillo tiene fama, tanto por su historia como por su aspecto, de ser uno de los castillos más siniestros de Escocia.

## Historia

### Origen del nombre
Se cree que el nombre deriva del francés antiguo: l'armitage ("caseta de vigilancia"). El castillo era conocido como el cuerpo de guardia del valle más sangriento de Gran Bretaña, y la "Fuerza de Liddesdale".
Se supone que el castillo de Hermitage fue construido por un tal Nicholas de Soulis alrededor de 1240, con el típico patrón normando de mota castral. Permaneció en su familia hasta aproximadamente 1320, cuando su descendiente, Guillermo de Soulis, lo confiscó por sospechas de brujería y por el intento de regicidio del rey Roberto I de Escocia. La leyenda cuenta que los inquilinos de Soulis, tras sufrir insoportables depredaciones, lo arrestaron y, en el cercano Ninestane Rig (un círculo megalítico), lo hicieron hervir hasta la muerte en plomo fundido. En realidad, murió, prisionero, en el castillo de Dumbarton. El castillo de Hermitage tiene fama de estar embrujado por Redcap Sly, el espíritu familiar de los Soulis.

### Bajo los Douglas
En 1338, el entonces titular, el inglés Sir Ralph de Neville, fue asediado por Sir William Douglas, el Caballero de Liddesdale, conocido como la "Flor de la Caballería". Fue aquí donde Douglas encarceló y mató de hambre a Sir Alexander Ramsay de Dalhousie, su competidor por el favor real. Tras la batalla de Neville's Cross y la captura de Liddesdale por los ingleses, el castillo cayó en manos de éstos durante un tiempo y fue entregado al cuidado de Guillermo Dacre, segundo barón de Dacre. A la muerte de Liddesdale, provocada por un pariente cercano, Guillermo Douglas, I conde de Douglas, el castillo pasó a manos del entonces barón, pero más tarde primer conde de Douglas. Él permitió la construcción de la mayor parte del edificio actual, posiblemente con la ayuda de John Lewin, maestro albañil de la catedral de Durham. El castillo permaneció en manos de los Black Douglas hasta 1455. La línea de los Black Douglas había indignado tanto al rey que James Douglas, noveno conde de Douglas, fue destituido para no volver nunca a Escocia, y las beneficencias de las que habían disfrutado pasaron a la línea de los Red Douglas, incluido el castillo de Hermitage.

### Bajo los Hepburn
El rey Jacobo IV de Escocia sospechaba del entonces conde de Angus, Archibald 'Bell-the-Cat' y de su relación con Enrique VII de Inglaterra, y le ordenó ceder el Hermitage a la Corona. El 6 de marzo de 1492 Patrick Hepburn, primer conde de Bothwell, obtuvo una carta de las tierras y el señorío de Liddesdale, incluido el castillo de The Hermitage, etc., tras la renuncia a los mismos por parte de Archibald Douglas, conde de Angus, obteniendo este último el señorío de Bothwell (pero no el condado) al que Patrick, a su vez, había renunciado por el intercambio. Los Hepburn de Bothwell, que en ese momento gozaban del favor del rey, se convirtieron en guardianes y señores de The Hermitage.
Con el tiempo, James Hepburn, IV conde de Bothwell, se hizo con el castillo. María I de Escocia realizó un famoso viaje maratoniano a caballo desde Jedburgh para visitar allí al herido Bothwell, sólo unas semanas después del nacimiento de su hijo. Se casarían poco después del asesinato de su segundo marido, Enrique Estuardo, Lord Darnley, sin tener en cuenta que Bothwell estaba implicado entre los conspiradores. Después de la abdicación forzada de María tras el enfrentamiento de Carberry Hill, Bothwell, acusado de traición, huyó a Noruega y sus títulos y propiedades fueron confiscados por ley del Parlamento. Mientras intentaba reunir un ejército para restaurar a María en el trono, fue detenido por los hombres del rey Federico II de Dinamarca por incumplimiento del contrato matrimonial con Anna Throndsen, y encarcelado en el castillo de Dragsholm, en Dinamarca, donde murió demente y en condiciones espantosas. Su cuerpo momificado pudo verse en algún momento en la cercana iglesia de Fårevejle.
Thomas Kerr de Ferniehirst fue nombrado guardián del castillo de Liddesdale y Hermitage en 1584. El sobrino de Bothwell, Francis Stewart, primer conde de Bothwell, recibió una nueva creación como conde de Bothwell, y fue nombrado guardián del castillo. Como nieto de Jacobo V, aunque por línea ilegítima, fue visto por algunos como un potencial sustituto de Jacobo VI. En 1591, Bothwell fue arrestado, juzgado, encarcelado y confiscado por su supuesta relación con las infames brujas de North Berwick. Obtuvo un indulto en 1593, pero volvió a verse envuelto en intrigas y fue nuevamente detenido, por ley del Parlamento, el 21 de julio de 1593.

### Bajo los escoceses

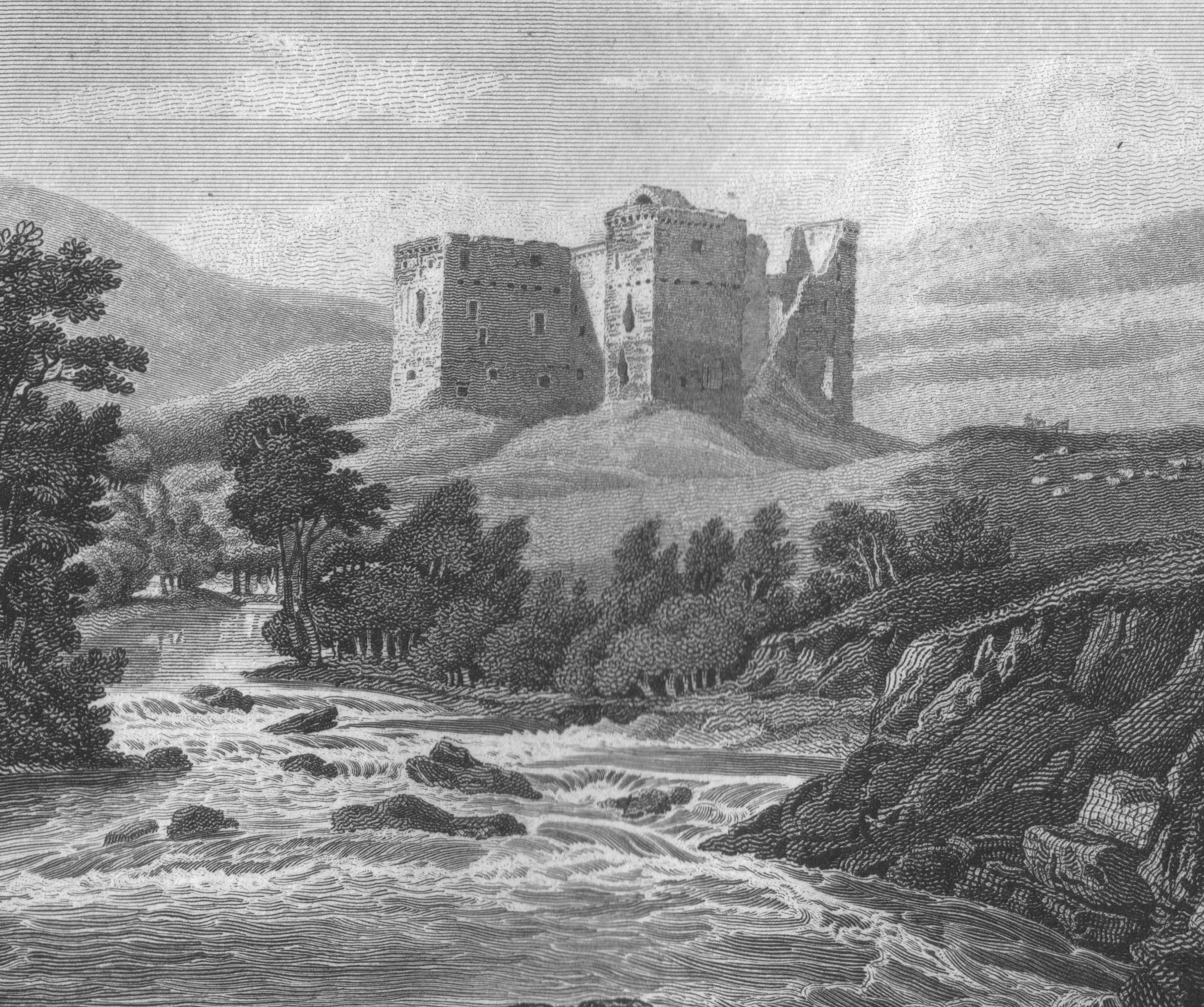
Grabado del castillo en 1814.

Al año siguiente, Jacobo concedió el castillo a Sir Walter Scott de Buccleuch, un notorio reiver de la frontera, guardián de las marchas occidentales, guardián de Liddesdale y líder del atrevido e infame ataque al castillo de Carlisle para rescatar a Willie Armstrong de Kinmont.

### Decadencia
El castillo quedó obsoleto tras la Unión de las Coronas, en 1603, y cayó en el abandono; a finales del siglo XVIII era una ruina. Hermitage dio su nombre al vizcondado de Hermitage, conferido en 1706 a Enrique, tercer hijo de James Scott, I duque de Monmouth, así como primer duque de Buccleuch, como título subsidiario del condado de Deloraine. Dicho título quedó extinguido en 1807. El quinto duque de Buccleuch llevó a cabo algunas reparaciones en el castillo en 1820. Los Scott descienden matrilinealmente de los Douglase de Drumlanrig, una rama cadete, y a veces utilizan el apellido Montagu-Douglas-Scott, manteniendo así una continuidad con tiempos anteriores.

### En la actualidad
El castillo siguió siendo propiedad de los Scott hasta 1930, cuando pasó al cuidado de la Nación. En la actualidad, lo cuida Historic Environment Scotland, una agencia ejecutiva del Gobierno de Escocia, y está abierto a los visitantes del 1 de abril al 31 de octubre de cada año. Está cerrado durante la temporada de invierno. El castillo, junto con una serie de elementos auxiliares, está protegido como monumento catalogado.
Se dice que el castillo está embrujado por el espíritu de María I de Escocia.